# Bad Düben
Bad Düben (phát âm tiếng Đức: [ˌbaːt ˈdyːbən]) là một thị xã thuộc huyện Nordsachsen bang tự do Sachsen nước Đức. Đô thị Bad Düben có diện tích 45,45 km², dân số thời điểm ngày 31 tháng 12 năm 2005 là 8702 người. Đô thị này nằm ở cuối phía nam của vườn quốc gia Dübener Heide, giữa các sông Elbe và Mulde.